# Didymiaceae
Famille
Les Didymiaceae sont une famille d'amibozoaires de la classe des myxomycètes, de l’ordre des Physarales.

## Liste des genres
Selon Catalogue of Life (17 septembre 2020) :
- genre Diachea
- genre Diderma
- genre Didymium
- genre Lepidoderma
- genre Mucilago
- genre Physarina
- genre Trabrooksia

Selon ITIS (17 septembre 2020) :
- genre Diachea
- genre Diderma
- genre Didymium
- genre Elaeomyxa Krichner, 1888
- genre Mucilago
- genre Physarina
- genre Squamuloderma D. K. Kowalski, 1973
- genre Trabrooksia

Selon NCBI (17 septembre 2020) :
- genre Diderma
- genre Didymium
- genre Lepidoderma
- genre Mucilago
- genre Physarina
- genre Pseudodidymium Michel, Walochnik & Aspoeck 2003